# Проценко Ірина Миколаївна
Ірина Миколаївна Проценко (7 грудня 1959, місто Пограничний Приморський край) – українська художниця, член Національної спілки художників України.

## Життєпис

### Родина
Народилася в сім’ї військовослужбовця. 

### Навчання
Закінчила Північно-Осетинське художнє училище у Владикавказі. 

### Професійна кар’єра
З 1980-х живе і працює у Сумах. 
З 1992 - член НСХУ 
З 1986 до теперішнього часу бере активну участь у республіканських, регіональних та закордонних виставках. На її рахунку 4 десятки основних виставок у різних містах України та за кордоном, з яких  біля 30 – персональних. 
1998 –  Ірина, у складі делегації представників творчої інтелігенції міста Суми, продемонструвала своєю персональною виставкою в залі Художнього музею міста-побратима Нітре високий рівень живопису України, за що була удостоєна пам'ятної медалі «Nitra 750» від приматора міста Нітри.

### Художній стиль
У картинах Ірини Проценко  два яскравих напрямки: 1. Прадавня міфологічна тема стосунків втілена в сучасному вимірі. Вона по-філософськи сприймає її реально, з естетичним смаком, із романтичною чуттєвістю, де головною темою є неосяжна любов, передає психологічний стан людини незалежно від віку. Як і в житті, герої її творів перебувають у діалогах, запрошуючи глядача до співбесіди про вічні духовні цінності. В її картинах відчутні тепло любові й краси, роздуми, біль самотності, і водночас – іронія і гумор. У кожній роботі відчувається інтелігентність та висока культура. 2. Реалістичні жанрові полотна, портрет, рухливий світ дитини, в оточені природного середовища, з виваженою композицією, кольоровим лаконізмом, наповненим сонячним сяйвом – саме це виокремлює її живопис.
Багато років творчість мисткині відома під єдиною назвою: «Міф и реальність Ірини Проценко» 3. Успішно реалізує себе і в абстрактному живопису

### У пресі
Про Ірину написано безліч статей в газетах і журналах, таких як «Образотворче мистецтво», «Україна», «Музейний провулок», в якому вона дебютувала і як прозаїк.
Кілька разів Ірину обирали в місті до «Золотої десятки» у царині культури та мистецтва – щорічний рейтинг, організований обласною газетою «Панорама».

### Творчі звершення
Твори Ірини зберігаються у Сумському художньому, Путивльському краєзнавчому музеях, у приватних колекціях України, Росії, США, Німеччини,  Австралії, Словаччини, Чехії, а також у приватній колекції екс-президента України Л. Кучми.
Художниця успішна і в жанрі карикатури, її ім’я входить до всесвітньої енциклопедії карикатури «CARTOONIA. THE BIG ENCYCLOPEDIA OF CARICATURE» 
У 2012 р. Ірина здійснила свій портретний проект «Обличчя міста Суми» Головна мета проекту -  познайомити й об’єднати людей різних творчих професій. Ірина написала 80 портретів у подарунок кожному.
Як результат – продовження проекту – творчі зустрічі з поетами, артистами, філософами, письменниками, які проходять у формі концертів, авторських вечорів і виставок в будинку й в садку художниці. Майданчик відомий у місті під назвою «Сад сходящихся тропок» 

### Нагороди
1998 - удостоєна пам'ятної медалі «Nitra 750» від приматора міста Нітри
2013 - нагороджена Почесною грамотою Міністерства культури України.
2018 – нагороджена губернаторською стипендією. 